# 學生小組成就區分法
學生小組成就區分法（英語：Student team achievement division 或 Student teams-achievement divisions）是一種合作学习策略，其中具有不同能力水準的小組學習者共同努力實現共同的學習目標。它是由约翰斯·霍普金斯大学的羅伯特·愛德華·斯萊文和他的同事設計的。